# Onnion
Onnion é uma comuna francesa na região administrativa de Auvérnia-Ródano-Alpes, no departamento da Alta Saboia. Estende-se por uma área de 18.97 km². Em 2010 a comuna tinha 1 338 habitantes (densidade: 70,5 hab./km²).